# Liste der Monuments historiques in Forcey
Die Liste der Monuments historiques in Forcey führt die Monuments historiques in der französischen Gemeinde Forcey auf.

## Liste der Objekte
| Bezeichnung                | Beschreibung                                        | Standort                     | Kennzeichnung | Schutzstatus | Datum | Bild |
| -------------------------- | --------------------------------------------------- | ---------------------------- | ------------- | ------------ | ----- | ---- |
| Skulptur Heiliger Eligius  | Holz, farbig gefasst und vergoldet, 18. Jahrhundert | in der Kirche St-Rémy (Lage) | PM52000468    | Classé       | 1983  |      |
| Skulptur Heiliger Nikolaus | Holz, farbig gefasst und vergoldet, 18. Jahrhundert | in der Kirche St-Rémy (Lage) | PM52000467    | Classé       | 1983  |      |